# Джошкуноз
Джошкуноз (тур. Coşkunöz Holding) — международный турецкий производитель автомобильных и авиационных компонентов из штампованного листового металла, штаб-квартира г. Бурса, в холдинг входит автомобильная штамповка «Coşkunöz Metal Form», системы радиаторного отопления «Coşkunöz Radiator», авиация «Coşkunöz savunma ve havacilik»

## История
Компанию основал в 1960 году турецкий инженер и художник М. Кемалем Джошкуноз (Mehmet Kemal Coşkunöz) заложив основу компании в промышленности, инвестируя в оборону, авиацию, энергетику, экологические технологии и информатику в Турции и за рубежом. Создан именной образовательный фонд именных стипендий основателя компании М. Кемаля Джошконоз.
В 1968 году в промышленной зоне города Бурса запустили Завод металлических форм на котором трудилось 150 сотрудников. Начато серийное производство капота для турецкого тракторного завода «Türk Traktör» и кузовных деталей для автозавода «Oyak-Renault» и автозавода «TOFAŞ» в Турции, с 1993 года экспортируя  детали из листового металла на GM. В партнёрстве с итальянской компанией Magnetto Automotive создан «Coşkunöz Metal Form».
В 2011 году Джошкуноз рассматривал создание совместного предприятия в Тольятти на базе «Тольяттинского завода технологического оснащения» (ТЗТО) входящего в группу ДСК, но стороны не пришли к соглашению.
В 2014 году в ОЭЗ Елабуга с участием президента республики Татарстан Рустама Минниханова состоялось открытие завода штампов в России, для поставки на автозавод Соллерс-Елабуга. В 2018 году в Елабуге состоялось открытие Поволжского сервисного металлоцентра «ММК-Джошкуноз Алабуга» создав совместное предприятие c Магнитогорским металлургическим комбинатом.
В 2015 году Джошкуноз выкупил 50 % акций в совместном авиационном предприятии «Coşkunöz savunma ve havacilik» у своего голландского партнера KMWE, получив 100 % контроль. В этом же году произошла массовая забастовка рабочих автомобильных заводов «TOFAŞ», Джошкуноз и «Oyak-Renault» в которой приняло более 20 тысяч бастующих, требующих повышения заработной платы.
В 2018 году Джошкуноз инвестировал 20 млн.евро в открытие своего завода в Румынии. В 2019  году Джошкуноз  заключил соглашение с «ПСМА Рус» (Groupe PSA) о намерениях поставки деталей кузова на завод в Калужской области.
В 2020 году на турецком заводе в г. Бурса по производству металлических форм, в пандемию COVID-19 начато производство медицинских принадлежностей и средств защиты для медицинского персонала.